# Rozpis (rallye)

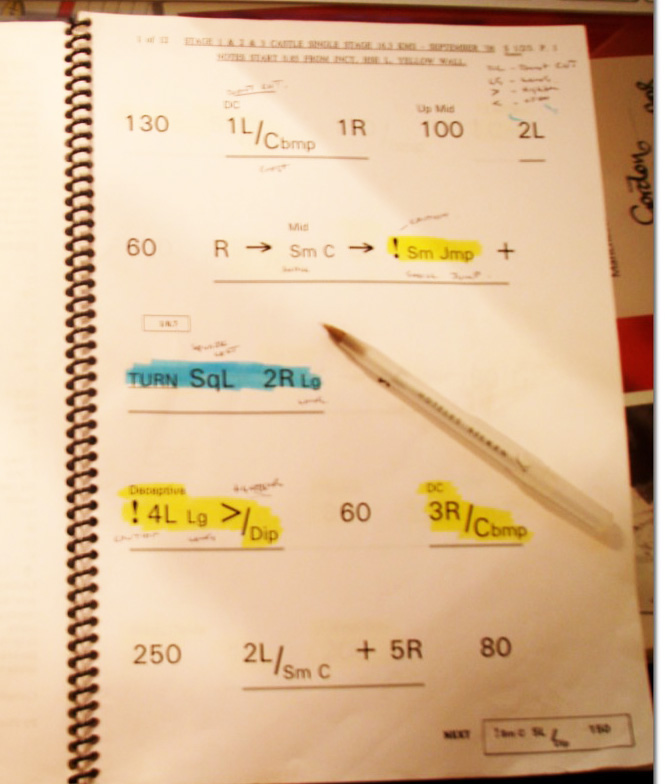
Ukázka rozpisu

Jako rozpis se při rallye označují poznámky o průběhu trati, které čte během závodu navigátor jezdci.
Psaní rozpisu se začalo používat před první světovou válkou, rozšířilo se v šedesátých letech, kdy se stalo nutností pro zahraniční závodníky bez znalosti trati, ti tak mohli konkurovat domácím účastníkům.
Rozpis vzniká v průběhu seznamovacích jízd. Při prvním průjezdu trati zpravidla diktuje jezdec rozpis spolujezdci, při druhém průjezdu se už role obrací a spolujezdec čte nadiktovaný rozpis a případně ho upravuje.
Způsobů psaní poznámek do rozpisu existuje mnoho a záleží na dohodě řidiče s navigátorem. Zapisuje se poloměr a úhel zatáček. K tomu se nejčastěji používá systém o několika (nejčastěji devíti) stupních, ve kterém „levá 1“ znamená mírnou levou zatáčku a „pravá 9“ je prudká pravá zatáčka o 180 stupňů. Jiné posádky místo úhlu zatáčky do rozpisu zapisují pouze to, v jaké rychlosti se má zatáčka projíždět, popřípadě jaký rychlostní stupeň má pilot zařadit.
Kromě ostrosti zatáček se v rozpisu popisuje, zda je zatáčku vhodné řezat a kudy do ní najet. Dále se zapisují horizonty, rovinky, čemu se vyhnout nebo kde povrch trati nebezpečně klouže.